# مارا أبوت
مارا أبوت (بالإنجليزية: Mara Abbott)‏ (و. 1985  م) هي دراجة أمريكية، ولدت في بولدر، كولورادو، شاركت في طواف إيطاليا للنساء 2014، وركوب الدراجات في الألعاب الأولمبية الصيفية 2016.

## التعليم
تعلمت في كلية وايتمان ‏.

### سباقات أو مراحل فاز بها
| التاريخ       | السباق                                                       | المركز                                                                    |
| ------------- | ------------------------------------------------------------ | ------------------------------------------------------------------------- |
| 04 يونيو 2006 | Mount Hood Cycling Classic (women's race) 2006               |                                                                           |
| 01 يناير 2007 | 2007 Nature Valley Grand Prix Women                          |                                                                           |
| 25 مارس 2007  | Redlands Bicycle Classic (women) 2007                        |                                                                           |
| 06 مايو 2007  | Tour of the Gila (women) 2007                                | الفائز في التصنيف العام                                                   |
| 02 يونيو 2007 | Coupe du monde cycliste féminine de Montréal 2007            | الثاني في التصنيف العام                                                   |
| 16 يوليو 2007 | سباق الطريق للسيدات في بطولة الولايات المتحدة 2007           | الفائز في التصنيف العام                                                   |
| 29 يوليو 2007 | Tour de Toona (women) 2007                                   |                                                                           |
| 18 أغسطس 2007 | 2007 La Route de France                                      | الثاني في تصنيف أفضل شاب، الثالث في تصنيف الجبال، الثامن في التصنيف العام |
| 06 أبريل 2008 | Redlands Bicycle Classic (women) 2008                        |                                                                           |
| 22 يونيو 2008 | 2008 Giro del Trentino-Alto Adige-Südtirol                   |                                                                           |
| 06 أغسطس 2008 | سباق الطريق ضد الساعة للسيدات في بطولة الولايات المتحدة 2008 |                                                                           |
| 14 يونيو 2009 | طواف الباسك للسيدات 2009                                     |                                                                           |
| 02 مايو 2010  | Tour of the Gila (women) 2010                                | الفائز في التصنيف العام                                                   |
| 24 يونيو 2010 | سباق الطريق ضد الساعة للسيدات في بطولة الولايات المتحدة 2010 |                                                                           |
| 27 يونيو 2010 | سباق الطريق للسيدات في بطولة الولايات المتحدة 2010           | الفائز في التصنيف العام                                                   |
| 11 يوليو 2010 | طواف إيطاليا للسيدات 2010                                    | الفائز في التصنيف العام                                                   |
| 01 مايو 2011  | Tour of the Gila (women) 2011                                |                                                                           |
| 05 مايو 2013  | Tour of the Gila (women) 2013                                | الفائز في التصنيف العام                                                   |
| 07 يوليو 2013 | طواف إيطاليا للسيدات 2013                                    | الفائز في التصنيف العام                                                   |
| 01 يناير 2014 | Vuelta a El Salvador féminine 2014                           | الفائز في التصنيف العام                                                   |
| 06 مارس 2014  | Grand Prix Grand Saint Bernard 2014                          |                                                                           |
| 07 مارس 2014  | Grand Prix de Oriente 2014                                   | الفائز في التصنيف العام                                                   |
| 08 مارس 2014  | Grand Prix el Salvador 2014                                  |                                                                           |
| 06 أبريل 2014 | Redlands Bicycle Classic (women) 2014                        |                                                                           |
| 04 مايو 2014  | طواف جيلا للسيدات 2014                                       | الفائز في التصنيف العام                                                   |
| 12 أبريل 2015 | Redlands Bicycle Classic (women) 2015                        | الفائز في التصنيف العام                                                   |
| 03 مايو 2015  | طواف جيلا للسيدات 2015                                       | الفائز في التصنيف العام                                                   |
| 12 يوليو 2015 | طواف إيطاليا للسيدات 2015                                    |                                                                           |
| 10 أبريل 2016 | Redlands Bicycle Classic (women) 2016                        |                                                                           |
| 08 مايو 2016  | طواف جيلا للسيدات 2016                                       | الفائز في التصنيف العام                                                   |
| 22 مايو 2016  | طواف أمجين كاليفورنيا 2016                                   | الأول في تصنيف الجبال                                                     |

## روابط خارجية
- مارا أبوت على موقع الاتحاد الدولي للدراجات (الإنجليزية)
- مارا أبوت على موقع أرشيف الدراجات (الإنجليزية)
- مارا أبوت على موقع إحصائيات الدراجات الإحترافية (الإنجليزية)
- مارا أبوت على موقع نسبة الدراجات (الإنجليزية)
- مارا أبوت على موقع CycleBase (الإنجليزية)
- مارا أبوت على موقع اللجنة الأولمبية الدولية (الإنجليزية)
- مارا أبوت على موقع أوليمبيديا (الإنجليزية)
- مارا أبوت على موقع اللجنة الأولمبية والبارالمبية الأمريكية (الإنجليزية)